# ساختار و گستره صخره‌های مرجانی

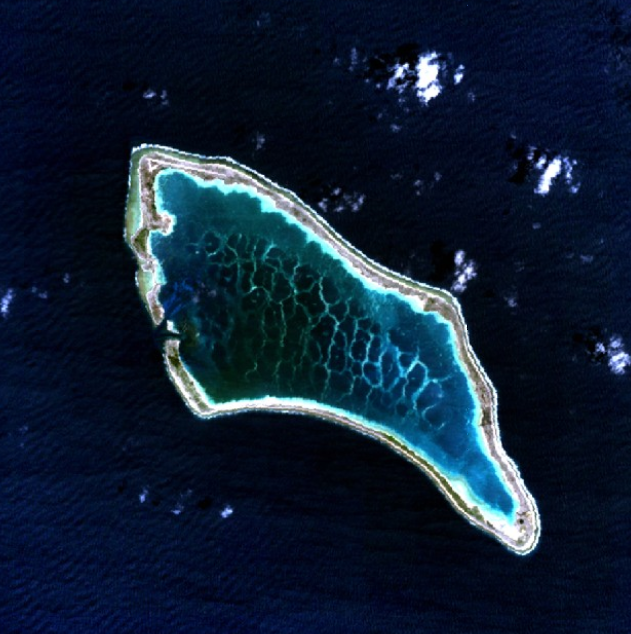
تشکیل آب‌سنگ‌های حلقوی در جزیره کانتون.

 ساختار و گستره صخره‌های مرجانی، اولین قسمت زمین‌شناسی سفر اچ‌ام‌اس بیگل تحت فرماندهی فیتزروی کاپیتان نیروی دریایی پادشاهی بریتانیا، در طول سال‌های ۱۸۳۲ تا ۱۸۳۶ (به انگلیسی: The Structure and Distribution of Coral Reefs)، به عنوان تک‌نگاشت چارلز داروین در سال۱۸۴۲ منتشر شد و دربارهٔ نظریه‌اش در مورد تشکیل آب‌سنگ‌های مرجانی و آب‌سنگ‌های حلقوی است. او در طول  سفر بر اچ‌ام‌اس بیگل در حالی که هنوز در آمریکای جنوبی بود، پیش از دیدن جزیره مرجانی، به این ایده رسید و آن را در حالی که کشتی اچ‌ام‌اس بیگل در حال عبور از اقیانوس آرام بود نوشت و در نوامبر ۱۸۵۵ دست نوشته‌اش را تکمیل کرد. در آن زمان علاقهٔ علمی زیادی به چگونگی شکل‌گیری صخره‌های مرجانی داشت و یکی از اهداف مهم سفر دریایی کاپیتان دریاسالار رابرت فیتزروی جستجوی یک آب‌سنگ حلقوی بود. برای دست‌یابی به این هدف فیتزروی جزایر کیلینگ را برای جستجو انتخاب کرد.نتایج حاصل از نظریه داروین، مبنی بر اینکه تشکیل انواع مختلف آب‌سنگ‌های مرجانی و آب‌سنگ‌های حلقوی را می‌توان بوسیله بالاآمدگی و فرونشست بخش‌های وسیعی از پوسته زیر اقیانوس‌ها توضیح داد، حمایت می‌کند.
این کتاب اولین جلد از سه کتابی بود که داروین در مورد زمین‌شناسی که در طی سفر در مورد آن پژوهش کرده بود نوشت و به‌طور گسترده به عنوان کار علمی مهمی که در آن همهٔ مشاهدات ممکن در این موضوع مهم ارائه می‌شود، شناخته شده‌است. در ۱۸۵۳، داروین به خاطر این رساله و کار پژوهشی‌اش روی کشتی‌چسب‌ها مدال سلطنتی انجمن سلطنتی را دریافت کرد. نظریه داروین که معتقد است صخره‌های مرجانی در اثر فرونشست پوستهٔ جزایر و مناطق اطراف آن‌ها شکل گرفته‌اند بوسیله تحقیقات مدرن تأیید شده‌است؛ و دیگر مورد بحث نیست، در حالی که دلیل بالاآمدگی و فرونشست بخش‌هایی از پوسته هنوز هم به عنوان موضوعی مورد بحث باقی مانده‌است.

## نظریه تشکیل آب‌سنگ حلقوی مرجانی

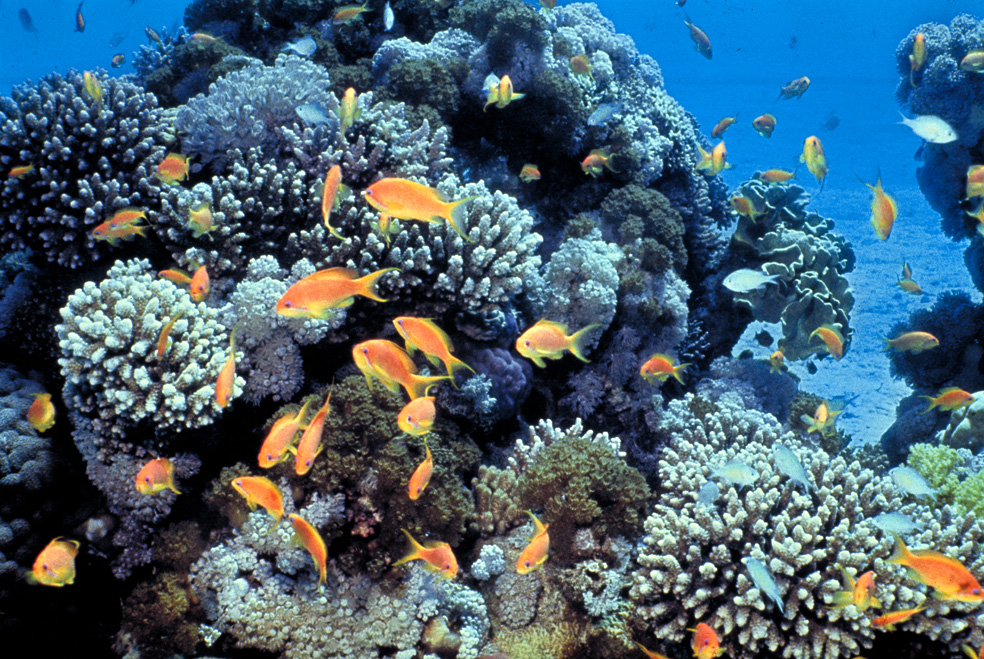
آب‌سنگ توسط مرجان‌هایی که در قسمت‌های کم‌عمق آب زندگی می‌کنند شکل کرفته‌اند.

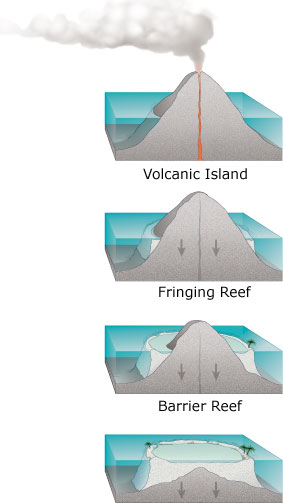
براساس تئوری داروین یک سری از آب‌سنگ‌های مرجانی در اطراف جزیره آتشفشانی خاموش‌شده شکل می‌گیرد و در حالی که جزیره و کف اقیانوس فروکش می‌کند تبدیل به یک آب‌سنگ حلقوی می‌شود.

زمانی که در سال ۱۸۳۱ کشتی بیگل مسافرت خود را شروع کرد، چگونگی تشکیل آب‌سنگ‌های حلقوی مرجانی یک معمای علمی بود. آگهی پیش‌روی کشتی در ۲۴ دسامبر در مجله آتنائوم منتشر شد. این مجله پژوهش در مورد این موضوع را به عنوان «جالب‌ترین بخش پژوهش کشتی بیگل» با دورنمای «بسیاری از نکات فراتر از یک پژوهش علمی صرف نقشه‌برداری» توصیف کرد. در سال ۱۸۲۴ و ۱۸۲۵ طبیعی‌دانان فرانسوی کوا و گیمار مشاهده کرده بودند که جانداران مرجانی در اعماق نسبتاً کم زندگی می‌کنند، اما جزایر در اقیانوس‌های عمیق ظاهر می‌شوند. در کتاب‌هایی که در کتاب سفر بیگل به عنوان منبع استفاده شده‌اند، هنری د لا بیچ، فردریک ویلیام بیچِی و چارلز لایل این عقیده را منتشر کرده بودند که صخره‌های مرجانی در کوه‌های زیر آب یا آتشفشان‌ها رشد کرده‌است چون آب‌سنگ‌های حلقوی شکل دهانه‌های آتشفشانی زیرزمینی را می‌گیرند.دستورالعمل‌های دریایی برای سفر اظهار می‌کنند:
جزایر مرجانی دایره‌ای شکل در اقیانوس آرام گاهی اوقات بندرگاه عالی محصور در خشکی با ورودی کافی دارند، و برای هر گونه مشاهدات نجومی خوب که نیاز به محیط آرام دارد بسیار مناسب است. در حالی که اینها به آرامی پیشروی می‌کنند، تحقیق بسیار جالبی ممکن است با توجه به شکل‌گیری این صخره‌های مرجانی صورت گیرد … براساس تئوری مدرن و بسیار معتبری این صخره‌های شگفت‌انگیز، به جای برآمدن از ته دریا، از قله‌های آتشفشان‌های خاموش‌شده بالا آمده‌اند.
داروین در ۱۸۲۷ که دانشجوی دانشگاه ادینبرو بود، هنگام کمک به رابرت ادموند گرانتِ کالبدشناس مطالبی در مورد بی مهرگان دریایی یادگرفت؛ و در ۱۸۳۱ در آخرین سال دانشجویی در دانشگاه کمبریج زیر نظر آدام سجویک زمین‌شناسی مطالعه کرده بود؛ بنابراین زمانی که به‌طور غیرمنتظره پیشنهاد همراهی در سفر اکتشافی کشتی بیگل را دریافت کرد، به عنوان یک طبیعی‌دان نجیب‌زاده بسیار مناسب هدف فیتزروی از بردت یک همراه بود. فیتزروی همراهی را می‌خواست تا زمانی که در کشتی مشغول نقشه‌برداری از آب‌ها بودند، روی مسائل زمین‌شناسی آن منطقه پژوهش کند. پیش از حرکت فیتزروی اولین جلد کتاب اصول زمین‌شناسی چارلز لایل را به داروین داد. در ژانویه ۱۸۳۲ در اولین توقف‌شان در ساحل جزیره سانتیاگو، داروین ساختارهای زمین‌شناسی را دید که با استفاده از مفهوم همدیس‌گرایی لایل به این ترتیب توضیح داد که نیروهای مؤثر موجب می‌شوند که زمین در مدت زمان بسیار طولانی به آرامی برآمده یا نشست کند و فکر کرد که خودش می‌تواند کتابی در رشته زمین‌شناسی بنویسد.اولین جلد کتاب لایل شامل طرح مختصری از این ایده بود که آب‌سنگ‌های حلقوی در دهانه‌های آتشفشانی تشکیل می‌شوند، و جلد دوم، که طی سفر بیگل برای داروین فرستاده شد، جزئیات بیشتری را ارائه می‌کرد. کتاب در نوامبر ۱۸۳۲ به دست داروین رسید.
در حالی که کشتی بیگل از فوریه ۱۸۳۲ تا سپتامبر ۱۸۳۵ مشغول بررسی و نقشه‌برداری از سواحل آمریکای جنوبی بود، داروین چندین سفر داخلی انجام داد و شواهد گسترده‌ای از بالا آمدن تدریجی قاره پیدا کرد. پس از مشاهدهٔ فوران آتشفشان از کشتی، زلزلهٔ ۱۸۳۵ شهر کنسپسیون را تجربه کرد. در ماه‌های آینده حدس زد که با بالا آمدن زمین، نواحی زیادی از بستر اقیانوس‌ها فرونشست می‌کنند؛ و به ذهنش رسید که این مطلب می‌تواند شکل‌گیری آب‌سنگ‌های حلقوی را توضیح دهد.
نظریهٔ داروین پس از آن مطرح شد که او متوجه شد پولیپ‌های مرجانی در دریاهای تمیز مناطق گرمسیری که آب متلاطم دارند رشد می‌کنند، اما تنها می‌توانند در عمق محدودی از آب درست از جایی که جزر و مد شروع می‌شود زندگی کنند. جایی که سطح زمین زیرین تغییر نمی‌کند، مرجان‌ها در اطراف ساحل رشد کرده و آنچه را که او صخره‌های حاشیه‌دار نامید تشکیل می‌دهند، و سرانجام می‌توانند از ساحل دور شده و به صخرهٔ مرجانی تقریباً موازی ساحل تبدیل شوند. جایی که زمین بالا می‌آید صخره‌های حاشیه‌دار می‌توانند در اطراف ساحل رشد کنند، اما مرجان‌های بالا آمده از سطح دریا مرده و تبدیل به سنگ آهک سفیدرنگ می‌شوند. اگر زمین به کندی فرونشست کند، صخره‌های حاشیه‌دار با بالا آمدن روی پایهٔ مرجان مرده سرعت خود را حفظ کرده و با محصور کردن یک تالاب بین صخره و زمین یک صخرهٔ مرجانی تقریباً موازی ساحل را تشکیل می‌دهند. صخرهٔ مرجانی موازی ساحل می‌تواند دور یک جزیره تشکیل شود. و زمانی که جزیره در زیر سطح دریا فرومی‌رود یک آب‌سنگ حلقوی تقریباً دایره‌ای از مرجان‌های رشد یافته در سطح دریا مانده و یک تالاب را تشکیل می‌دهند. با فرونشست خیلی سریع زمین یا بالا آمدن خیلی سریع سطح دریا مرجان به دلیل قرار گرفتن در عمقی پایین‌تر از عمق قابل سکونتش می‌میرد.

## پژوهش‌های داروین برای آزمایش نظریه‌اش

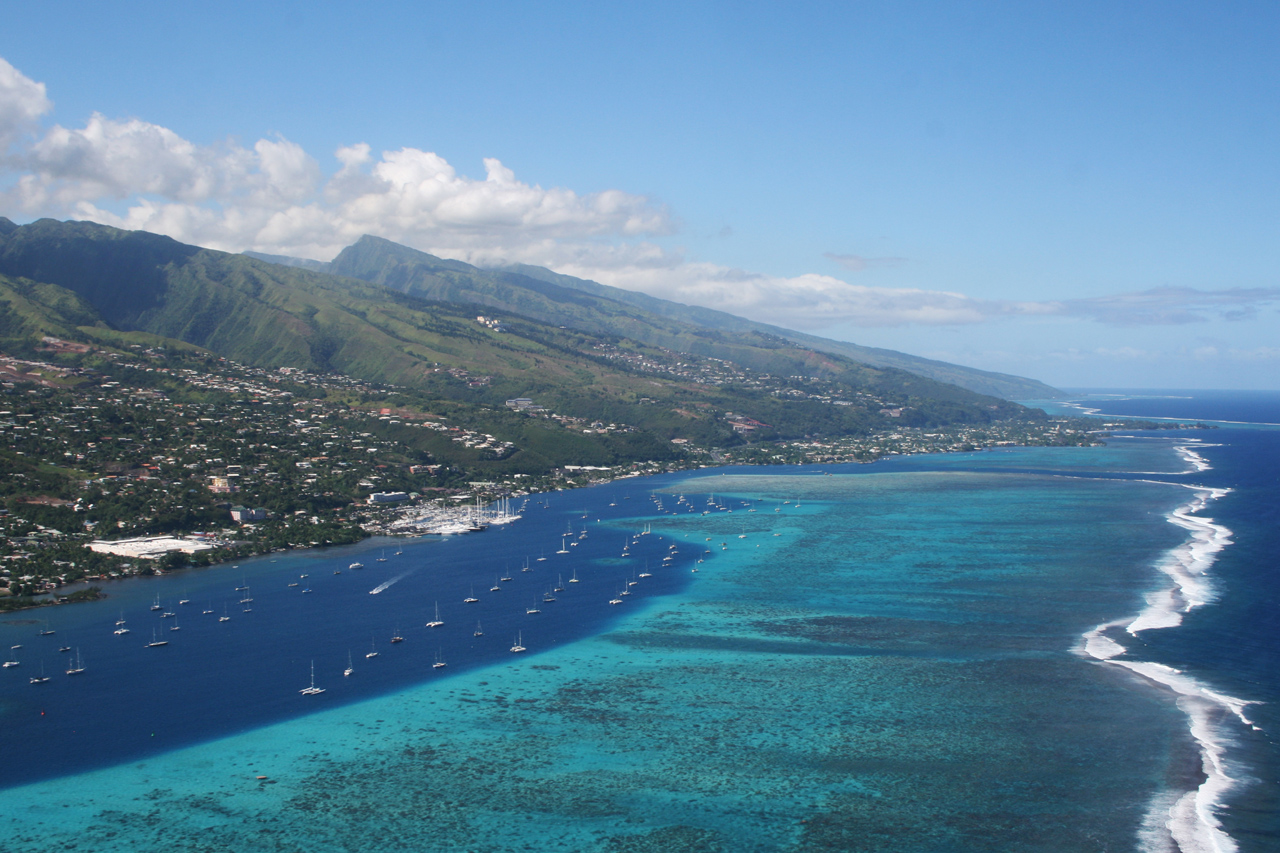
داروین صخره‌های مرجانی و تالاب‌ها را در اطراف تاهیتی دید.

زمانی که کشتی بیگل در ۷ سپتامبر ۱۸۳۵ به سمت جزایر گالاپاگوس حرکت کرد، داروین در مورد ضروریات اساسی نظریه‌اش در مورد تشکیل آب‌سنگ‌های حلقوی فکر کرده بود. در حالی که دیگر تشکیل شدن آب‌سنگ‌های حلقوی در روی آتشفشانهای زیر آب را باور نداشت، برخی از نکات موجود در این جزایر-۱۶ دهانهٔ آتشفشانی شبیه آب‌سنگ حلقوی در یک طرف اندکی بیشتر بالا آمد، و ۵ تپه تقریباً با ارتفاع یکسان پدیدار شدند. - را که از آن نظریهٔ حمایت می‌کرد مورد توجه قرار داد. سپس موضوع نبودن صخره‌های مرجانی در جزایر گالاپاگوس را مطرح کرد که با هر دو نظریه سازگار بود. یک احتمال نبود موادآهکی در اطراف جزایر بود، اما پیشنهاد اصلیش، که فیتزروی به او پیشنهاد داده بود، سرد بودن زیاد دریاها بود. همان‌طور که آرام حرکت می‌کردند، داروین در مورد رکورد درجه حرارت دریا که در ژورنال آب و هوای کشتی نگهداری می‌شد یاداشت برمی‌داشت.
داروین در ۹ نوامبر اولین بار هنگام عبور از طریق مجمع الجزایر توآموت به آب‌سنگ حلقوی مرجانی پوکا پوکا نگاهی اجمالی انداخت. با رسیدن به تاهیتی در ۱۵ نوامبر، داروین مشاهده کرد که جزیره با آب‌سنگ مرجانی جداشده از ساحل بوسیلهٔ کانال‌ها و حوضچه‌هایی که هنوز آب دارند احاطه شده‌است. او از تپه‌های جزیرهٔ تاهیتی بالا رفت و به شدت تحت تأثیر چشم‌انداز رو به جزیزهٔ موئورئا قرار گرفت. این جزیره جایی بود که ناگهان کوه‌ها از دریاچهٔ شیشه‌ای که از همه طرف توسط یک خط مشخص تعریف شده ازموج‌شکن‌ها از دریای آزاد جدا شده‌است، بیرون می‌آمدند.